# 女主角失格
《女主角失格》是日本漫画家幸田百子的日本漫画作品。於集英社漫畫雜誌《瑪格莉特別冊》2010年4月號開始至2013年4月號結束連載。單行本全10卷。
2012年獲講談社漫畫賞提名（但最終落選）。根据漫画改编，由桐谷美玲、山崎贤人、坂口健太郎共同主演的真人电影於2015年9月在日本上映。

## 故事簡介
每個女孩都有一個夢想，就是想要成為愛情故事女主角。羽鳥一直深信自己才是青梅竹馬的利太心中真正的女主角，利太雖然從小到大都很受歡迎，也跟不同的女性交往過，羽鳥認為這些女生都只是配角，終有一天，利太會轉向她這個「女主角」。但實際情況並非如此。

## 登場人物
松崎羽鸟
女主角。寺坂利太的青梅竹马。暗恋从小一起长大的寺坂利太。第一人稱是あたし。毫无疑问地相信自己绝对是利太的女主角，但却被毫不起眼的同班同学 - 安達未帆抢走了她的位置。对于这事实产生深深嫉妒。血型是A型。
寺坂利太
男主角。松崎羽鸟的青梅竹马。曾帮助过被欺负的安達未帆，之后和自己告白的安達交往。其实喜欢羽鸟但没自觉。血型是O型。
安達未帆
利太的女朋友。在班上是一名毫不起眼的眼镜女。曾被寺坂利太帮助过，之后向他告白并且交往。
弘光廣祐
学校受欢迎的男生，长得帅却性格略显轻浮，但是认真起来却十分专一。对任何事情都是抱以看热闹的态度，觉得很有趣开始接近羽鸟，却渐渐开始喜欢上她了。

## 出版書籍

### 單行本
| 冊數 | 集英社         | 集英社                 | 長鴻出版社     | 長鴻出版社           |
| 冊數 | 發售日期       | ISBN                   | 發售日期       | EAN                  |
| ---- | -------------- | ---------------------- | -------------- | -------------------- |
| 1    | 2010年8月25日  | ISBN 978-4-08-846560-9 | 2011年8月29日  | EAN 471-6814-19294-2 |
| 2    | 2010年12月24日 | ISBN 978-4-08-846606-4 | 2012年3月7日   | EAN 471-6814-19785-5 |
| 3    | 2011年4月25日  | ISBN 978-4-08-846646-0 | 2012年3月27日  | EAN 471-6814-19863-0 |
| 4    | 2011年8月25日  | ISBN 978-4-08-846689-7 | 2012年9月26日  | EAN 471-5409-85147-9 |
| 5    | 2011年12月22日 | ISBN 978-4-08-846730-6 | 2013年10月29日 | EAN 471-5409-86081-5 |
| 6    | 2012年3月23日  | ISBN 978-4-08-846757-3 | 2014年2月25日  | EAN 471-5409-86370-0 |
| 7    | 2012年6月25日  | ISBN 978-4-08-846788-7 | 2014年6月14日  | EAN 471-5409-86584-1 |
| 8    | 2012年10月25日 | ISBN 978-4-08-846846-4 | 2014年9月18日  | EAN 471-5409-86654-1 |
| 9    | 2013年2月25日  | ISBN 978-4-08-846895-2 | 2014年10月9日  | EAN 471-5409-86675-6 |
| 10   | 2013年5月24日  | ISBN 978-4-08-845045-2 | 2014年11月5日  | EAN 471-5409-86696-1 |

- 《女主角失格 電影化紀念Special》集英社〈SHUEISHA Girls Remix〉
  - 2015年9月11日發售、ISBN 978-4-08-113476-2

### 小說
- 原作：幸田もも子、著者：松田朱夏 《女主角失格 電影小說 未來文庫版》 〈集英社未來文庫〉、全1卷
  - 2015年8月5日發售、ISBN 978-4-08-321282-6
- 原作：幸田もも子、著者：せひらあやみ 《電影小說 女主角失格》〈集英社Orange文庫〉、全1卷
  - 2015年8月20日發售、ISBN 978-4-08-680035-8

### 番外篇
第3卷
- [2]（《別冊Margaret sister》 2011年1月增刊號）

第4卷
- [3]（《別冊Margaret sister》2011年5月增刊號）
- [4]（《別冊Margaret》2011年5月號別冊附錄〈別マ勝手に3大ヒロイン対決!!リターンズ!!〉）

第5卷
- [5]（《別冊Margaret sister》2011年11月增刊號）

第7卷
- （《Deluxe Margaret》2009年3月號）

第10卷
- （《別冊Margaret》2013年5月號）
- （《別冊Margaret》2009年9月號別冊附錄〈Next Generation〉）

收錄於其他作品的番外篇
- [6]（《Margaret》2013年12號別冊附錄〈mini Margaret〉、收錄於山森三香《白晝的流星》單行本第7卷）
- [7]（《別冊Margaret sister》2015年10月增刊號 秋Fest 01、收錄於幸田百子的《老師君主》單行本第8卷）
- [8]（『別冊マーガレット』2015年10月号、收錄於幸田百子的《老師君主》單行本第8卷）

## 真人電影
由桐谷美玲主演，是2015年少女漫画改編作品中最卖座电影，2015年9月上映。该片截至2015年11月3日已有199万觀影人次，票房收入突破23.3亿日元。

### 演員列表
- 松崎羽鳥 - 桐谷美玲
- 寺坂利太 - 山崎賢人
- 弘光廣祐 - 坂口健太郎
- 中島杏子 - 福田彩乃
- 安達未帆 - 我妻三輪子
- 恵美 - 高橋瑪莉潤
- 中尾彬 - 中尾彬（特別演出）
- 柳澤慎吾 - 柳澤慎吾（特別演出）
- 六角精兒 - 六角精兒（特別演出）
- 利太的母親 - 濱田麻里
- 學校餐廳老闆 - 竹内力

### 製作團隊
- 導演 - 英勉
- 原作 - 幸田百子「女主角失格」（集英社瑪格莉特別冊）
- 劇本 - 吉田惠里香
- 音樂 - 横山克
- 主題歌 - 西野加奈「戀愛使用說明（トリセツ）」（SME Records）
- 製作 - 中山良夫、中村理一郎、福田太一、井上肇、柏木登、藪下維也、吉川英作、村松俊亮、宮本直人、佐竹一美
- 製作統括 - 奥田誠治
- 執行製作 - 門屋大輔
- 製作人 - 伊藤卓哉、宇田川寧
- 攝影 - 小松高志
- 照明 - 蒔苗友一郎、岩切弘治
- 錄音 - 加來昭彦
- 美術 - 金勝浩一
- 造型 - 濱井貴子、白石敦子
- 髮型 - 橋本申二
- 視覺特效管理 - 大萩真司
- 編審 - 相良直一郎
- 場記 - 赤澤環
- 助理導演 - 中里洋一
- 責任製作 - 堀田剛史
- 監製 - 的場明日香
- 發行 - 日本華納電影
- 製作公司 - dub
- 企劃製作 - 日本電視台放送網
- 製作 - 電影「女主角失格」製作委員會（NTV、電通、日本華納電影娛樂、PARCO、VAP、讀賣電視台、日本出版販賣、日本索尼影視娛樂、GYAO!、dub、STV、MMT、SDT、CTV、HTV、FBS）[11]

### BD / DVD
2016年3月9日發售。發售、販售商為VAP。
- 女主角失格（2枚裝）
  - 光碟1：本篇光碟
  - 光碟2：特典光碟
    - メイキング
    - 特報
    - 劇場予告編集
    - TVスポット集
    - MOVIX Movie policy動畫
    - 書店用コミックコラボPV
    - 完成報告記者会見（6/21）
    - 大阪キャンペーン（8/28）
    - ジャパンプレミア（8/31）
    - 福岡・大阪キャンペーン（9/10～）
    - 初日舞台挨拶（9/19）
    - キャストインタビュー&キャスト×原作者対談
    - PR番組1 「ヒロイン失格公開記念 笑って泣けてキュンとする恋愛映画!?舞台裏スペシャル」
    - PR番組2 「東京暇人」より スペシャル座談会再編集ver.
    - PR番組3 5分フィラー
    - 「ZIP!」コラボ企画「めざせ! ヒロインへの道!」全5回

  - 封入特典
    - 小冊子

  - 初回限定特典
    - ホロ加工済みティザービジュアル使用特製スリーブケース付きクリアーピンクケース仕様

### 得獎
- 第39回日本電影學院獎[12]
  - 新人演員獎（山崎賢人《orange橘色奇蹟》共同得獎）

### 備註
1. ↑  2015年7月4日，原作者在推特里注明
2. ↑  2015年7月4日，原作者在推特里注明